# Elisabete Jacinto

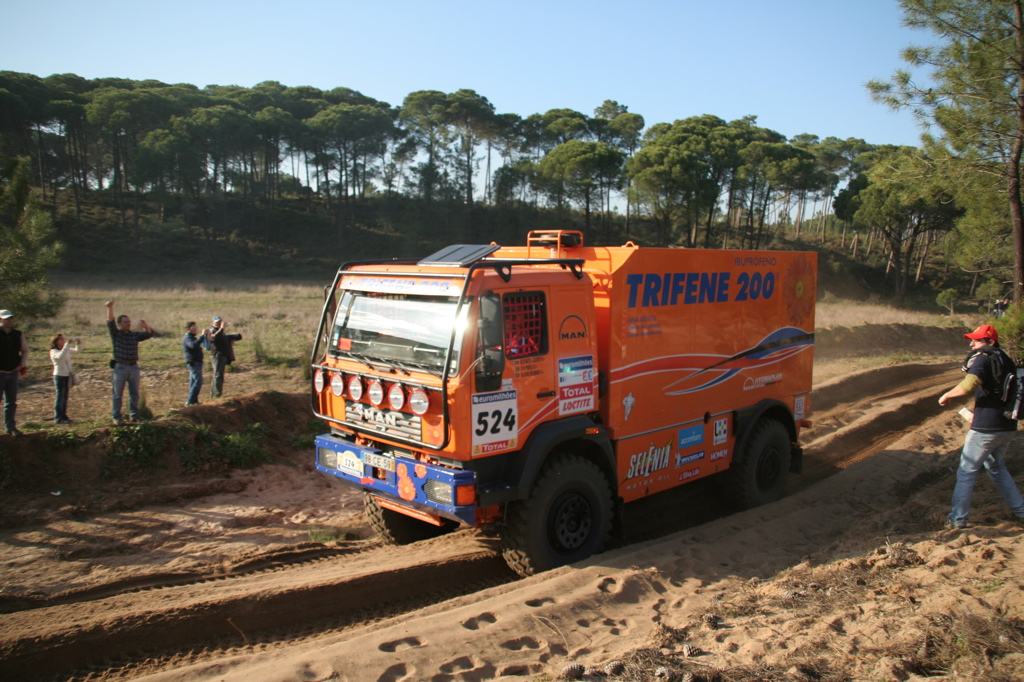
Elisabete Jacinto bei der Rallye Dakar 2007 auf MAN

Elisabete dos Santos Marques Jacinto (* 8. Juni 1964 in Montijo) ist eine portugiesische Autorin und Rallye-Raid-Fahrerin.

## Leben
Jacinto ist von Beruf Lehrerin und Autorin verschiedener Lehrbücher und Comics. Sie ist seit Anfang der 1990er Jahre mit ihrem Teammanager Jorge Gil verheiratet und lebt in Santo Estêvão (Lissabon).

## Motorsport-Karriere
Jacinto fuhr ihr erstes Rennen, das Grândola 300, 1992 auf einer Suzuki DR 350. Von 1993 bis 1998 war sie jährlich die Gewinnerin der „Troféu de Senhoras“ der portugiesischen Motocross-Meisterschaften und von 1994 bis 1998 Siegerin bei den Frauen auf der spanischen „Baja de Alta Alcarria“. Ab 1999 bis 2001 nahm Jacinto, als erste weibliche Teilnehmerin, an den Motocross-Weltmeisterschaften teil. Zur Rallye Optic 2000 in Tunesien belegte sie 1997 den 2. Platz in der Marathon-Klasse.
Ab 1998 nahm Jacinto regelmäßig an der Rallye Dakar teil, bei der sie 2002 die beste Frau in der Motorradklasse wurde. Ab 2003 wechselte sie in die LKW-Klasse. Letztmals nahm sie 2009 an der Rallye Dakar teil und fährt seit 2010 das Africa Eco Race, den Nachfolger der Rallye Dakar auf dem afrikanischen Kontinent. Beim Africa Eco Race belegte sie 2011 und 2012 jeweils den 2. Platz sowie 2013 und 2014 den 3. Platz in der LKW-Wertung. Im Jahre 2015 belegte Jacinto den 4. Platz und fuhr 2019 einen Sieg in der LKW-Wertung ein.
Mit dem Sieg in der LKW-Klasse beim Africa Eco Race 2019 ist sie die erste Frau, die eine Marathonrallye in einem LKW gewonnen hat. Jutta Kleinschmidt und Elisabete Jacinto sind damit bisher die einzigen beiden Frauen, die jemals eine Marathonrallye in ihrer Klasse gewonnen haben.

## Auszeichnungen
- 1999: Ordem do Mérito (Offizier)
- 1999: Diploma de Mérito Desportivo
- 2000: Diploma de Mérito de Barca da Aldegalega
- 2000: Diploma de reconhecimento por serviços prestados
- 2005: Prémio Prestigio
- 2019: Medalha de Ouro do Concelho de Montijo

### Lehrbücher
- Elisabete Jacinto, Maria Eduarda Pina: Guia de Aprendizagem de Geografia, Plátano Editora 1995
- Elisabete Jacinto, Maria Eduarda Pina: Guia de Aprendizagem de Ciências do Ambiente, Unidade 3 – A Terra em Transformação, Plátano Editora 1996
- Elisabete Jacinto, Maria Eduarda Pina: Guia de Aprendizagem de Ciências do Ambiente, Unidade 6 – A Terra em Movimento, Plátano Editora 1996
- Elisabete Jacinto, Maria Eduarda Pina: Guia de Aprendizagem de Ciências do Ambiente, Unidade 8 – Elementos Climáticos e Factores que os Condicionam, Plátano Editora 1997
- Elisabete Jacinto, Maria Eduarda Pina: Guia de Aprendizagem de Ciências do Ambiente, Unidade 9 – O Clima como factor do Ambiente, Plátano Editora 1997
- Elisabete Jacinto, Maria Eduarda Pina, Margarida Sequeira, Maria Adelaide Soares: Ciências Sociais e Formação Cívica – Guia de Aprendizagem, Teil 5 bis 8, Plátano Editora 1998
- Elisabete Jacinto, Maria Eduarda Pina, Margarida Sequeira, Maria Adelaide Soares: Ciências Sociais e Formação Cívica – Guia de Aprendizagem, Teil 9 bis 12, Plátano Editora 1998

### Comics
- Elisabete Jacinto, Luís Pinto Coelho: Os Portugas no Dakar, Band 1, Plátano Editora, 2003
- Elisabete Jacinto, Luís Pinto Coelho: Os Portugas no Dakar, Band 2, Plátano Editora, 2007

### Sachliteratur
- Irina no Master Rali, Plátano Editora, 2010
- Elisabete Jacinto: 10 anos em Camião, Edição Aifa, 2012